# Carlarius
Carlarius is een geslacht van straalvinnige vissen uit de familie van de christusvissen (Ariidae).

## Soort
- Carlarius heudelotii (Valenciennes, 1840)